# Perdita fallugiae
Perdita fallugiae är en biart som beskrevs av Timberlake 1956. Perdita fallugiae ingår i släktet Perdita och familjen grävbin. Inga underarter finns listade i Catalogue of Life.